# Neboissoperla spinulata
Neboissoperla spinulata är en bäcksländeart som beskrevs av Günther Theischinger 2002. Neboissoperla spinulata ingår i släktet Neboissoperla och familjen Gripopterygidae. Inga underarter finns listade i Catalogue of Life.